# Дзеамі Мотокійо
Дзеа́мі Мотокі́йо (яп. 世阿弥元清; 1363—1443) — японський актор і драматург.
Вчені нараховують близько 50 п'єс, написаних Дзеамі.
Його творчість — невіддільна частина театру Но, для якого Дзеамі писав свої п'єси та розробив теорію театрального мистецтва.

## Біографія
Життя Дзеамі з самого дитинства було насичене цікавістю та любов'ю до театру. Його батько — Кан'амі Кійоцугу (1333—1384), майстер вистав саруґаку, був придворним артистом. Він відомий також як драматург та композитор. Кан'амі вважається засновником японської національної драми — театру Но, засновником театру «Кандзедза».
Після смерті Кан'амі його син Дзеамі, якому виповнився на той час двадцять один рік, очолив трупу театру Но. Вершини своєї акторської слави Дзеамі досяг лише у сорок років. Однак після смерті покровителя — сьогуна Асикага Йосиміцу, який багато зробив для розвитку та процвітання театру, життя трупи та Дзеамі дуже змінилося.
Тепер актори виступали в основному у провінції та віддалених селищах. Новий сьогун — Асикага Йосинорі — завдавав утисків родині Дзеамі, а в 1434 р. заслав славетного актора на острів Садо за те, що той відмовився віддати тексти своїх трактатів своєму племіннику, фавориту сьогуна. Лише через два роки Дзеамі вдалося повернутися, коли до влади прийшов новий воєнний правитель.
Останні роки життя Дзеамі провів у Кіото в домі свого зятя (за іншою версією — в селищі Оті, в домі онука). Акторська династія обірвалася: старший син Дзеамі Мотомаса, який подавав великі надії, раптово помер, молодший — Мотойосі — став буддистським священником.